# Citadelle d'Amiens
La citadelle d’Amiens est une citadelle située à Amiens, en France. Elle a vu le jour sur une ancienne voie romaine, à la demande d'Henri IV qui souhaitait protéger la frontière nord du royaume après la prise de la ville par les Espagnols en 1597.

## Histoire

### Avant la citadelle
Le site de la citadelle fut occupé depuis l'époque gallo-romaine, comme l'attestent les fouilles archéologiques entreprises de 2011 à 2015. Ont été mis au jour des vestiges d'un quartier suburbain de Samarobriva des Ier, IIe et IIIe siècles et d'une nécropole de la fin de l'Empire romain.
Au Moyen Âge, la ville s'étendit vers le nord, la porte Montre-Écu fut construite en 1390, incluse dans le rempart. En 1471, le roi Louis XI fit modifier la porte Montrescu en faisant construire un « bolvert » (boulevard, sorte de barbacane) pour la renforcer en cas d'attaque.

### La première citadelle du début duXVIesiècle
Au XVIe siècle, devant la menace espagnole, pour renforcer les remparts médiévaux de la ville, François Ier ordonna de renforcer les défenses au nord de la ville. En 1520, le « ravelin », ou « bolvert » (boulevard) défensif, rempart en demi-lune, fut construit au nord de l’ancienne porte de la ville, appelée « porte Montrescu ».
Encore protégée au nord par l’enceinte de Philippe-Auguste, Amiens était une ville sans fortification capable de résister aux attaques d'artillerie et sans garnison royale. L’Échevinage, soucieux de l’autonomie de la commune, avait en effet opposé un refus catégorique à la proposition d’Henri IV de lui envoyer une garnison de Suisses pour défendre la ville. Les Amiénois avaient donc la charge de veiller à la défense de leur ville.

### Le siège d'Amiens (1597)
Cependant, par deux lettres de 1595 et 1596, le Roi Henri IV ordonna à son ingénieur, Jean Errard (Errard de Bar-le-Duc), de se rendre à Amiens pour travailler aux fortifications, notamment renforcer le « ravelin ».
Jean Errard arriva à Amiens vers le 15 mai 1596. Pour ménager les susceptibilités de l’Échevinage, il conserva les défenses anciennes de la ville et se contenta de perfectionner les défenses de la nouvelle « porte Montrescu », d’approfondir les fossés et de construire quelques bastions.
Le 11 mars 1597, les Espagnols, commandés par Herman Tello, s’emparèrent en deux heures de la ville mal défendue, grâce au stratagème devenu célèbre du chariot rempli de sacs de noix. Dès le 25 mars, Henri IV, sentant Paris menacé, fit le siège de la garnison espagnole d’Amiens qui s’acheva six mois plus tard, le 25 septembre 1597, avec la reddition des assiégés.

### La citadelle d'Errard de Bar-le-Duc
Après la reddition espagnole, Henri IV ordonna de concevoir de nouvelles fortifications pour la ville. Il confia cette nouvelle tâche à Jean Errard (1554-1610) ingénieur des fortifications du Roi, concepteur des forteresses de Verdun, Laon et Sisteron et auteur de La fortification réduite en art et démontrée (Paris, 1600), ouvrage qui le rendit célèbre et où il définit les bases de l’architecture militaire du XVIIe siècle, préparant ainsi les conceptions de Vauban. Henri IV imposa la présence d'une garnison de soldats suisses dans la cité, tant pour la contrôler et assurer la sécurité. Amiens perdit ses libertés communales. Henri IV fit abattre 200 maisons et une église et démantela une partie des remparts de Philippe-Auguste pour faire place nette à la forteresse d’Errard.
La porte royale ou porte sud, construite en 1620, fut la porte d'entrée à la citadelle jusque 1859. L'ancienne porte Montrescu fut arasée jusqu'à la voûte et ses tours furent démolies au XVIIe siècle. On construisit au-dessus le logis du gouverneur.
Après la Paix des Pyrénées de 1659, la citadelle d'Amiens perdit tout intérêt stratégique; avec l’annexion de l’Artois, la frontière se trouvait repoussée vers le nord. Vauban jugea inutile de perfectionner les défenses d’Errard. Une garnison continua à occuper le site. La démolition de l’enceinte ne fut autorisée qu’en 1788.

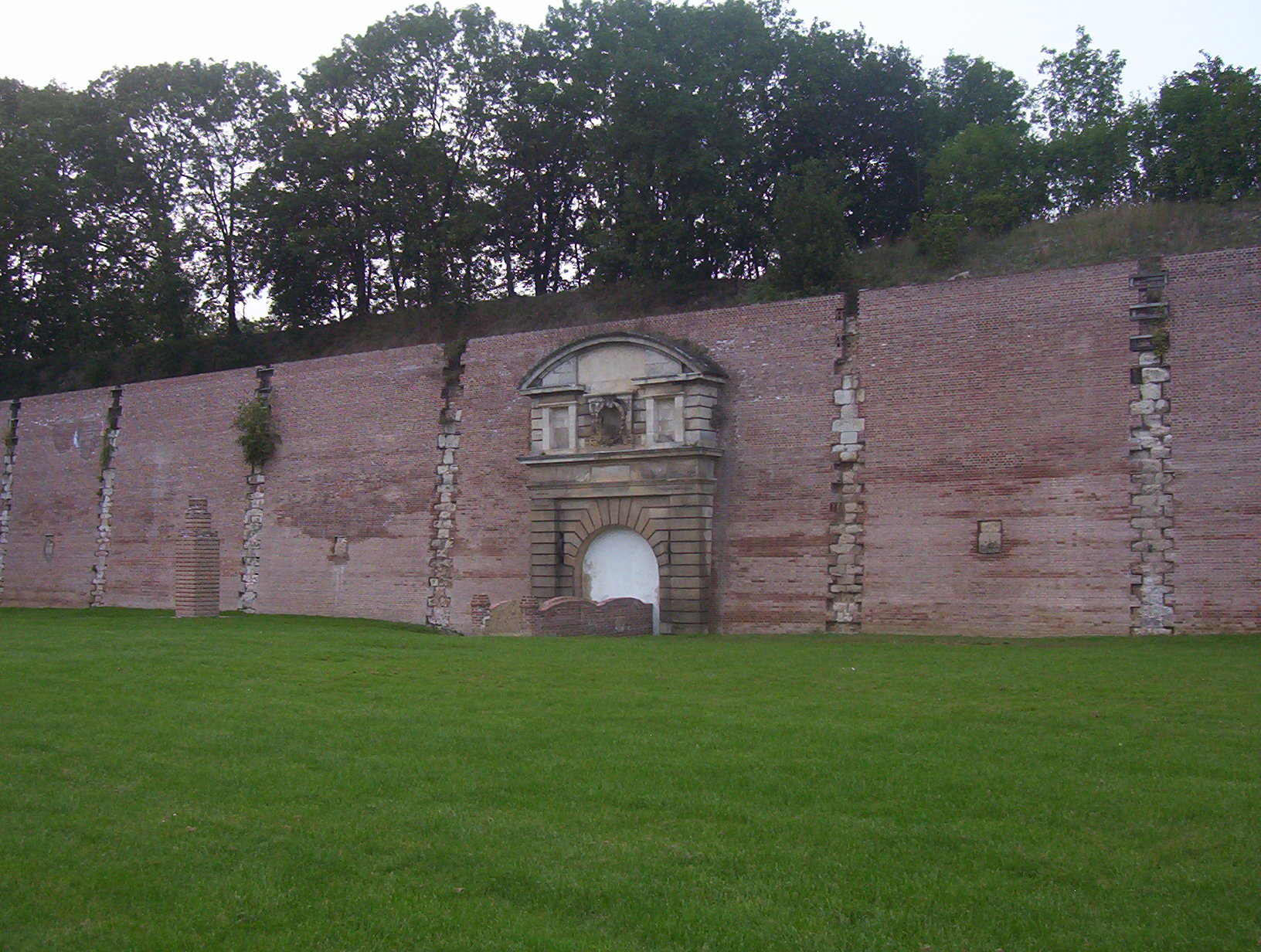
Mur d'enceinte de la citadelle et porte royale (ancienne entrée sud)
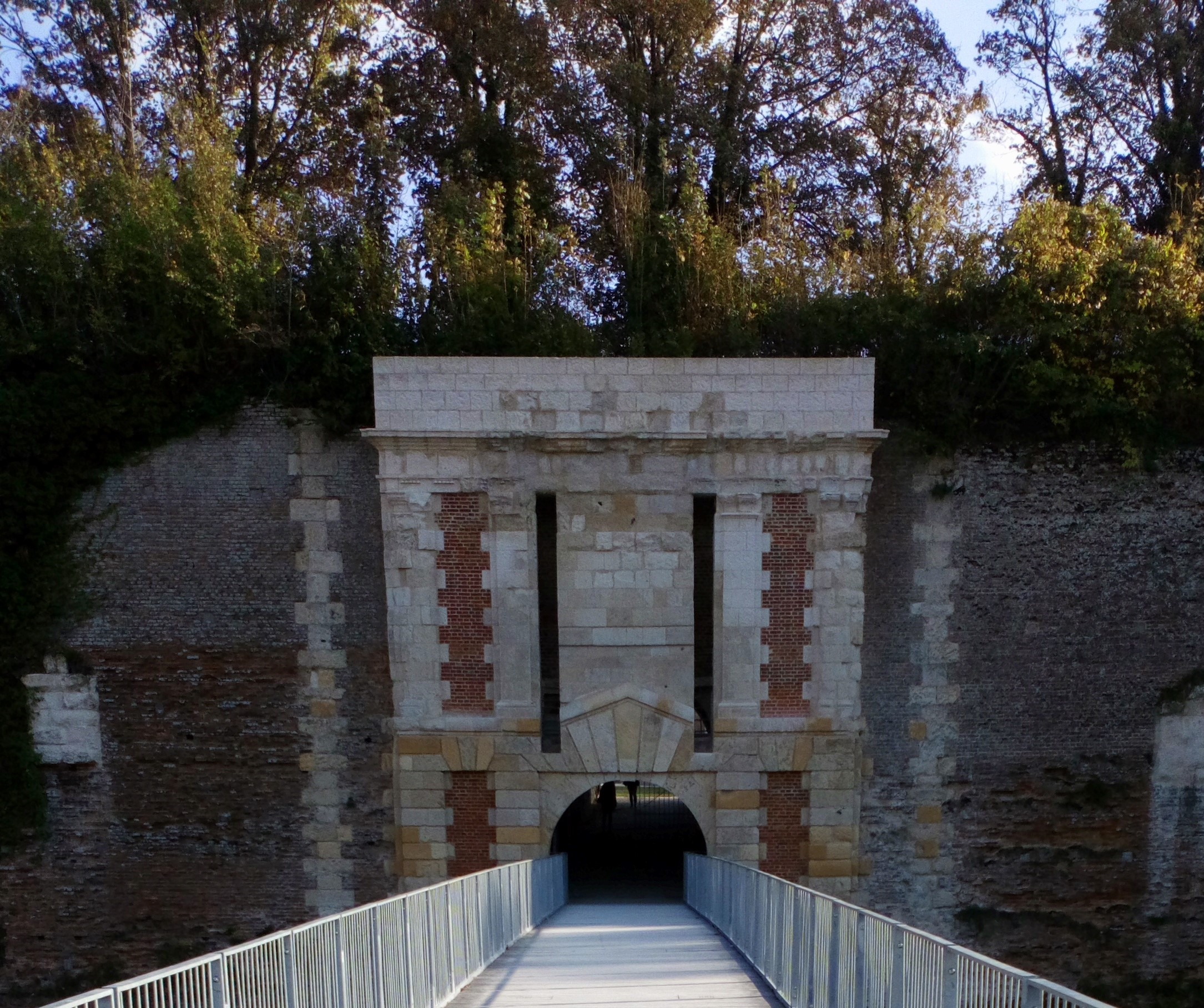
Porte d'Abbeville (entrée nord)

### La courte résistance de la citadelle pendant la Guerre de 1870
Le 28 novembre 1870, les Prussiens entrèrent dans la ville d'Amiens. Le commandant Jean-François Vogel, retranché dans la citadelle d'Amiens avec 450 mobiles dont 50 désertèrent ne disposait que de 22 pièces d'artillerie. Le 29, il fut mortellement blessé. Le commandant Woirhaye prit le commandement de la citadelle et entama des négociations, en vue de la reddition, avec le général von Gœben commandant le VIIIe Corps d'Armée prussien. Le 1er décembre 1870, la citadelle d'Amiens capitulait. Les Prussiens rendirent à la dépouille du commandant Vogel les honneurs militaires.

### Un lieu de détention et de supplices pendant la Seconde Guerre mondiale
La citadelle fut le dernier lieu de résistance à l'entrée des Allemands dans Amiens le 20 mai 1940. Le commandant Thuillier fit sortir des locaux disciplinaires 80 détenus et leur fournit des armes. Ils prirent position dans les fossés nord. Un demi-peloton de gardes mobiles prit position au sud, à l'entrée de la citadelle. Les combats prirent fin vers 16 h, faute de munitions et de vivres. Le général Gondy donna l'ordre d'évacuation de la citadelle et replia son poste de commandement au château de Saveuse.
Des prisonniers faits au cours de la Bataille d'Amiens par l'armée allemande furent détenus à la citadelle. Des Tirailleurs algériens, marocains ou sénégalais (parmi eux 163 officiers, sous-officiers et soldats) réussirent à s'enfuir grâce à l'action de patriotes, entre 1940 et 1942.
Pendant l'occupation, la citadelle fut un lieu de détention, de torture et d'exécution de résistants arrêtés par les Allemands. 35 résistants ont été fusillés dans les fossés de la citadelle entre le 12 novembre 1940 et août 1944, dont onze membres du « Groupe Michel », le 2 août 1943.
Des Juifs du département de la Somme furent également détenus à la citadelle avant leur transfert vers Drancy.

#### Liste des fusillés de la citadelle d'Amiens
La liste des fusillés est celle établie à la Libération, à partir des corps ensevelis à la citadelle.
- BALEDENT Louis (Cagny) - 20 ans - fusillé le 12 juillet 1944
- BESSIERE Albert (Dreux) - 34 ans - fusillé le 30 avril 1942
- BLOT Gaston (Bruay-en-Artois) - 33 ans - - fusillé le 7 février 1942
- BRAILLY Edmond (Flesselles) - 27 ans - fusillé le 31 juillet 1944
- BRUSQUE Lucien (Saint-Valery-sur-Somme) - 21 ans - fusillé le 12 novembre 1940
- CARROUAILLE Maurice (Montagne-Fayel) - 28 ans - fusillé le 19 janvier 1942
- CAUCHOIS Eugène (Compiègne) - 28 ans - fusillé le 4 décembre 1941
- CHAINTREAU Henri (Villemandeur) - 45 ans - fusillé le 30 avril 1942
- DEBAILLY Georges (Longueau) - 19 ans - fusillé le 2 août 1943
- DELECOEUILLERIE Lucien (Amiens) - 33 ans - fusillé le 1er avril 1942
- DEREGNAUCOURT Robert (Lille) - 24 ans - fusillé le 10 janvier 1941
- DIZY Alfred (Morlancourt) - 36 ans - fusillé le 2 août 1943
- DUCHEMIN Marcel (Giencourt) - 49 ans - fusillé le 30 avril 1942
- DUMONT André (Mers-les-Bains) - 24 ans - fusillé le 5 février 1944
- DUPUIS André (Ailly-sur-Somme) - 47 ans - fusillé le 7 novembre 1942
- GARIN Maxime-Maurice (Moreuil) - 33 ans - fusillé le 30 décembre juillet 1941
- GAUTHIER Octave (Thenay) - 61 ans - fusillé le 30 avril 1942
- LAROCHE Henri (Crépy-en-Valois) - 36 ans - fusillé le 30 avril 1942
- LECLERCQ Hubert (Amiens) - 30 ans - fusillé le 1er avril 1942
- LEMAIRE Charles Arthur (Amiens) - 17 ans - fusillé le 2 août 1944
- LE ROY Pierre (Nesle) - 53 ans - fusillé le 17 janvier 1944
- LESAGE Emile (Haillicourt) - 30 ans - fusillé le 21 février 1942
- LESAGE Léopold (Haillicourt) - 49 ans - fusillé le 16 mai 1942
- LESEC Ernest (Mers-les-Bains) - 25 ans - fusillé le 2 août 1943
- MAGNIER Victor (Amiens) - 40 ans - fusillé le 1er avril juillet 1942
- MARTIN Louis (Eu) - 25 ans - fusillé le 2 août 1943
- MASSON Emile (Saint-Valery-sur-Somme) - 18 ans - - fusillé le 12 novembre 1940
- MOPIN Jules (Mers-les-Bains) - 22 ans - fusillé le 2 août 1943
- MOREAU Paul (Eu) - 23 ans - fusillé le 2 août 1943
- MOUTARDIER Gaston (Amiens) - 55 ans - fusillé le 6 juillet 1944
- ROBBE Maurice (Rosières-en-Santerre) - 21 ans - fusillé le 2 août 1943
- SEIGNEURGENS Maurice (Villers-Bretonneux) - 24 ans - fusillé le 2 août 1943
- WERBROUCK Cyrille (Amiens) - 49 ans - fusillé le 6 juillet 1944
- WILGOS Jacques (Albert) - 18 ans - fusillé le 2 août 1943
- WILGOS Henri (Albert) - 20 ans - fusillé le 2 août 1943
- Inconnu exhumé le 14 mars 1946.

Il reste comme trace visible de cette tragédie, un vestige de poteau d'exécution dit Poteau des fusillés.
En 2019, à l'occasion du 75ème anniversaire de la Libération, la ville côtière de Mers-les-Bains et des membres des familles des trois jeunes Mersois fusillés à la Citadelle, André DUMONT, Ernest LESEC et Jules MOPIN, leur rendirent hommage en posant une plaque en lave émaillée en leur mémoire. Inaugurée notamment par M. le Sous-Préfet et Mme la maire d'Amiens, la plaque propose un court rappel du parcours de ces Résistants.

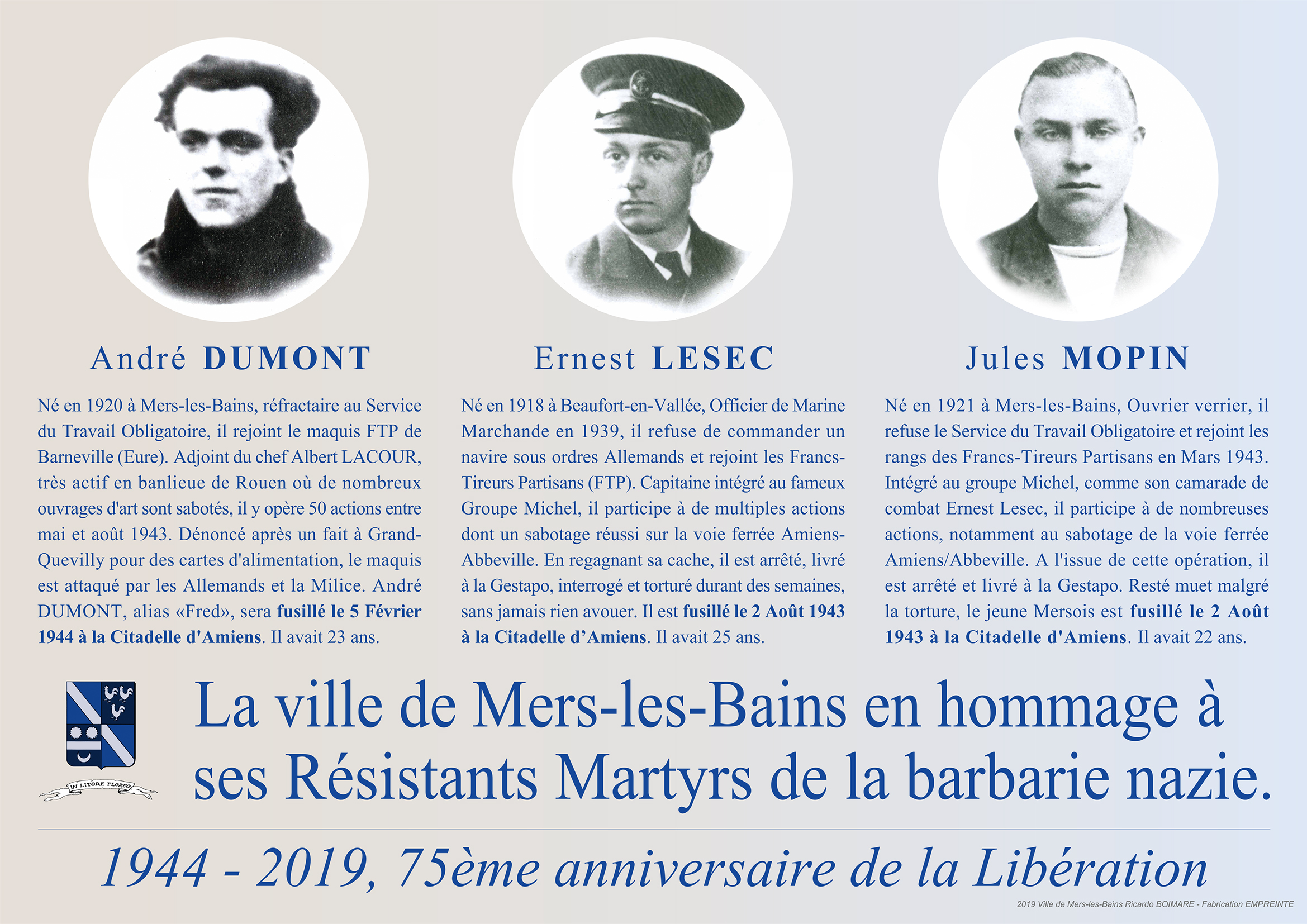

### Un lieu d'accueil pour les harkis dans les années 1960
En 1962, des harkis et leurs familles furent rapatriés d'Algérie à Amiens. Un rapport de la Préfecture de la Somme fit état de leur situation au 15 février 1964. Le département de la Somme accueillait à cette date 4 600 rapatriés, dont 1 600 musulmans. Les harkis arrivèrent dans le sillage du 22e Régiment de tirailleurs. 800 d'entre eux furent installés dans des conditions précaires voire insalubres à la citadelle jusque 1965.

### Un lieu de garnison jusque 1979
De 1871 à 1914, la citadelle devint le lieu de garnison du 8e bataillon de chasseurs à pied. Après l'occupation allemande août-septembre 1914, la citadelle redevint un lieu de garnison pour l'armée française. De 1918 à 1939, le 3e bataillon du 51e régiment d'infanterie stationna à la citadelle. Ce fut ensuite, après la Seconde Guerre mondiale, au tour du 51e régiment d'infanterie motorisé d'y prendre ses quartiers jusqu'à son départ pour Compiègne, en 1979. En 1993, l'armée cédait la citadelle à la ville d'Amiens.

## Architecture

### Une citadelle en brique et pierre
La citadelle, construite principalement entre 1598 et 1610, entièrement achevée en 1622, se présente comme un vaste ouvrage pentagonal à cinq bastions, précédé de larges fossés et ceints d’un chemin couvert. Son architecture est typique de la première moitié du XVIIe siècle
La citadelle est construite en brique, à chaînages de pierres saillantes, comme de nombreux édifices civils ou militaires en France, sous les règles d’Henri IV ou de Louis XIII. Elle communiquait avec l’extérieur par trois portes distinctes: au sud, la « porte royale » de 1615 a été murée et restaurée en 1859. L’entrée se fait maintenant, toujours par le sud mais plus vers l’est, par l’ancienne porte de la ville, la « porte Montrescu » ou « vraie porte », rebâtie en 1389 ou 1392. Il n’en subsiste plus que le cintre de grès en ogive. Au-dessus, fut construit au tout début du XVIIe siècle le logement du Lieutenant du Roy. Cette ancienne porte de la ville ne doit pas être confondue avec la nouvelle « porte du Ravelin de Montrescu » ou « fausse porte », entrée secondaire, construite plus au nord sous François Ier, de 1524 à 1531.
Le monument fige depuis un espace considérable sur le versant septentrional d’Amiens, coupe l’ancienne voie romaine Senlis-Boulogne et ferme toute la cité au nord du quartier Saint-Leu. La ville vit sa croissance bloquée au nord.

### La porte du ravelin de Montrescu
La porte du ravelin de Montrescu ou porte François Ier conserve derrière sa courtine orientale la célèbre, édifice de la forteresse le plus digne d’intérêt. Construite de 1524 à 1531 sur ordre de François Ier, cette entrée sculptée fut enfermée à l’intérieur des murs est de la citadelle et réduite à une simple fonction décorative en 1598, puis, elle devint une chapelle. Elle tire ce nom de “Montrescu” d’un motif sculpté qui présentait un ange semblant montrer du doigt l’Ecu de France, emblème royal. Les parties supérieures de l’édifice sont couvertes des salamandres emblématiques du roi, ainsi que de ses initiales. Autrefois converti en entrepôt par le Génie, l’intérieur de la porte Montrescu est mieux conservé que la décoration mutilée de sa façade. Des armoiries sculptées ornent les voûtes et les murs, tandis que le cintre ouvrant sur l’intérieur de la citadelle est couronné d’un ange portant un écusson.

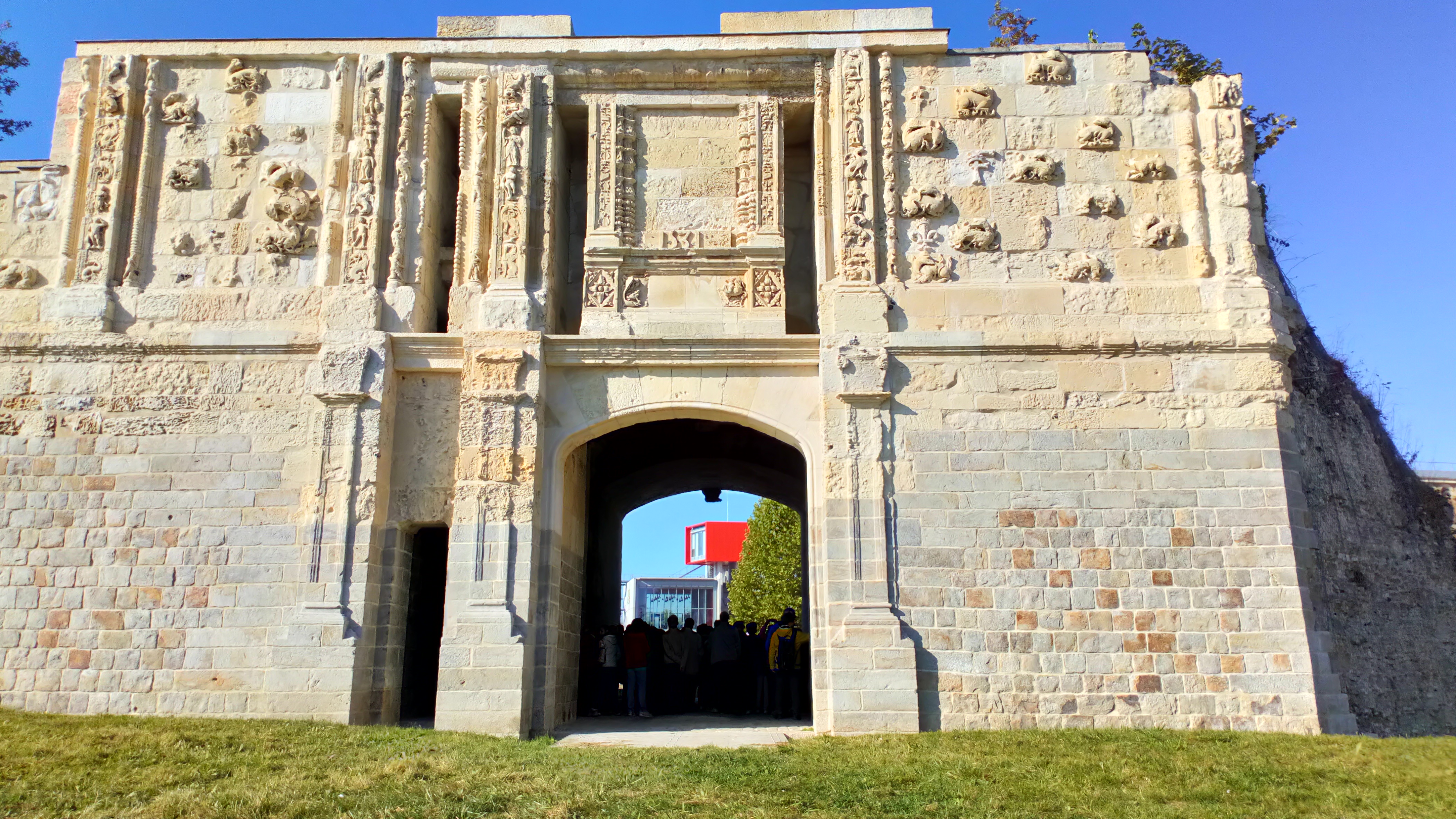
Porte François Ier
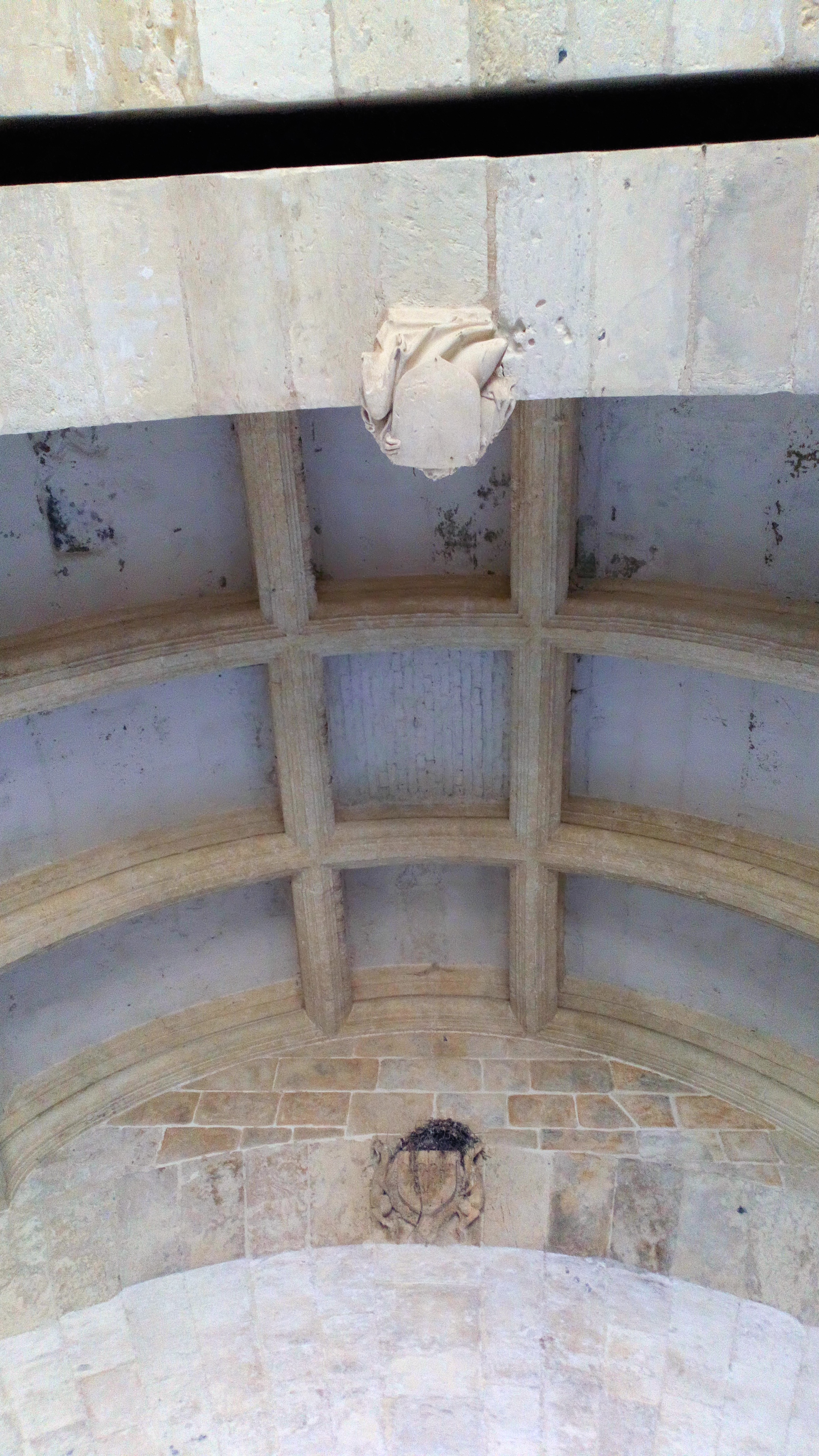
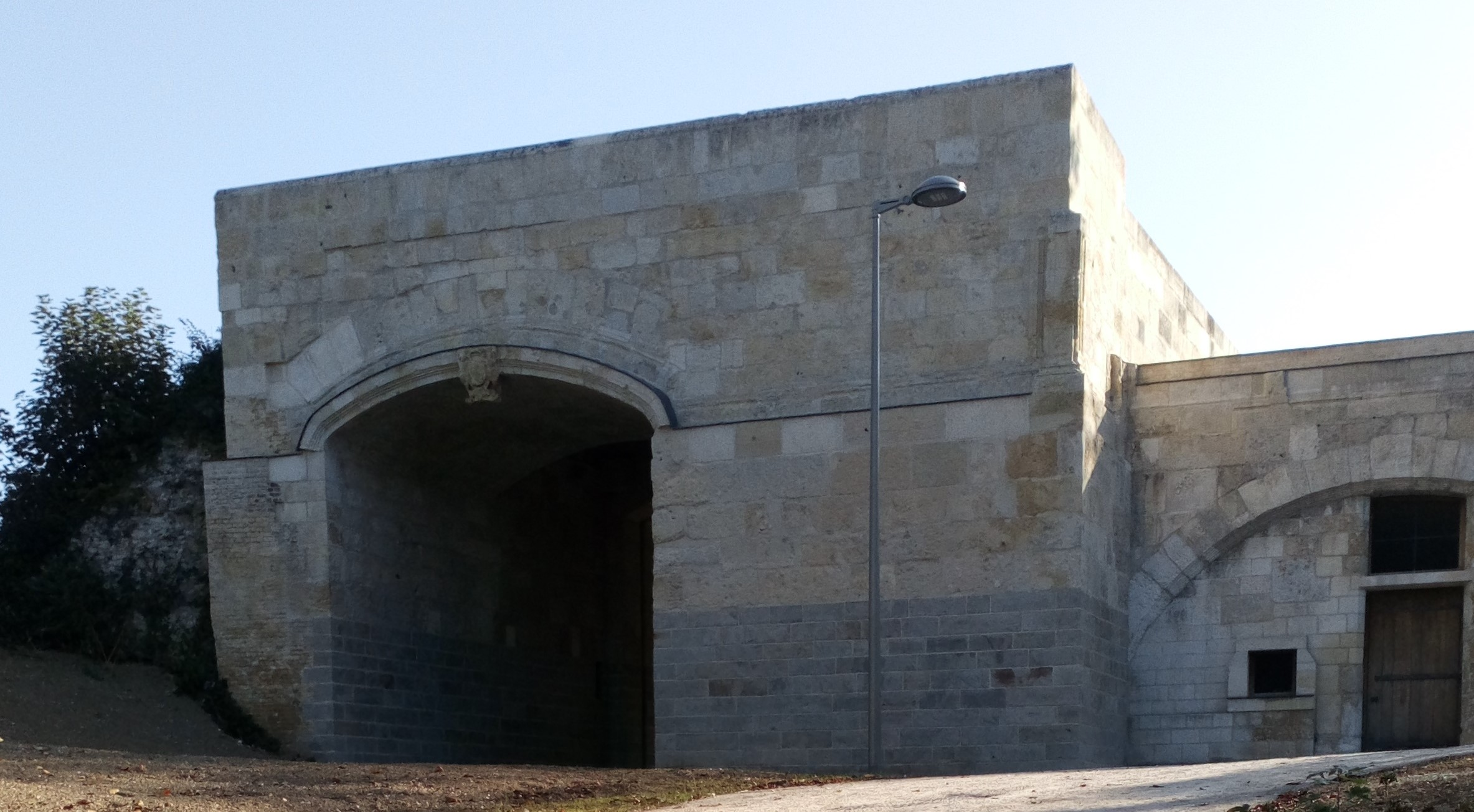

### Le casernement et les écuries
Donnant sur la place d'armes, deux bâtiments ont été construits au XIXe siècle. Le casernement est un long bâtiment de brique avec chaînage de pierre qui s'élève sur trois niveaux. Les écuries qui lui font face, sont un bâtiment de brique avec au rendez-de-chaussée des ouvertures en arc en plein cintre tout comme les fenêtres du premier étage.

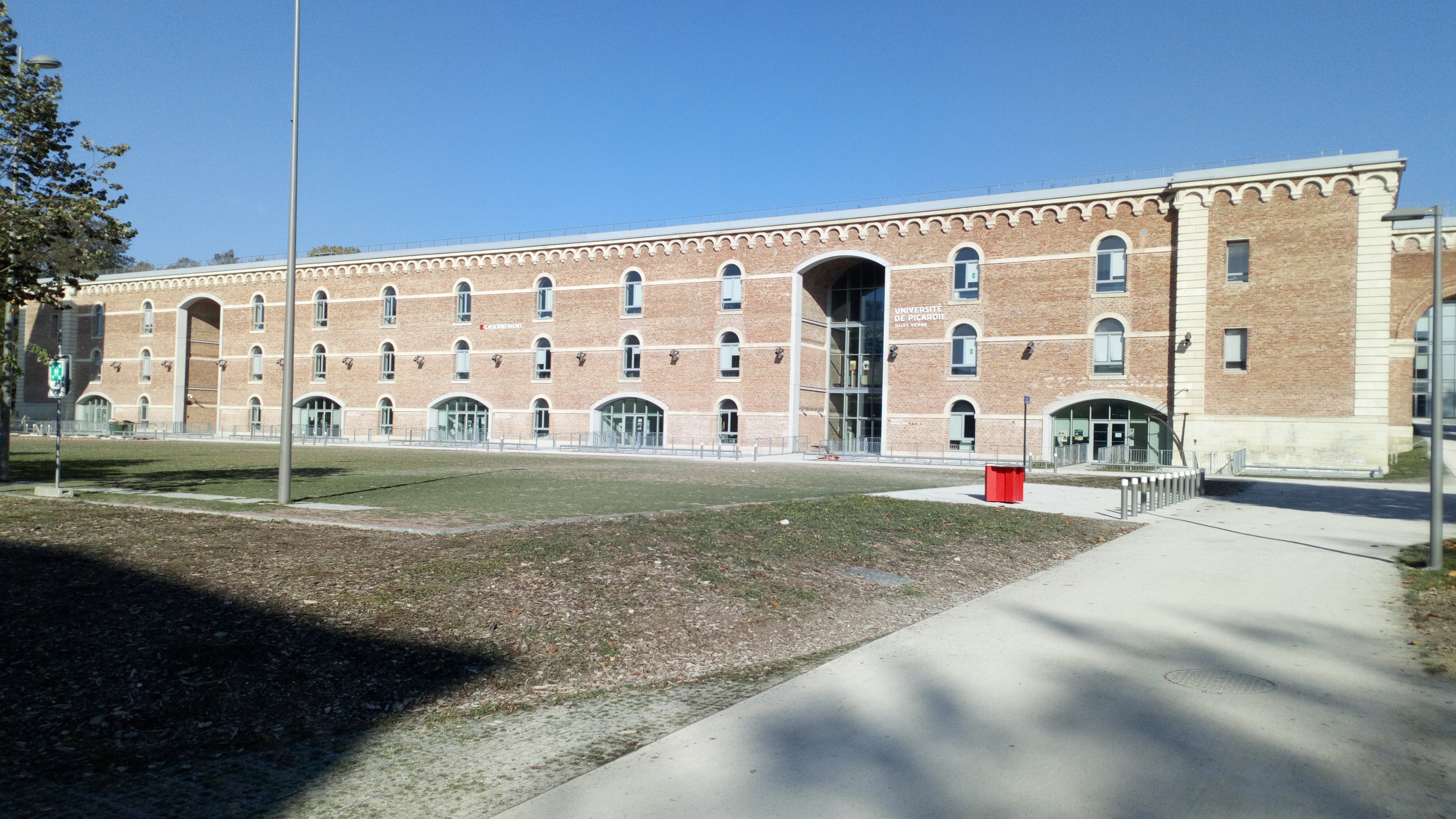
Ancien casernement
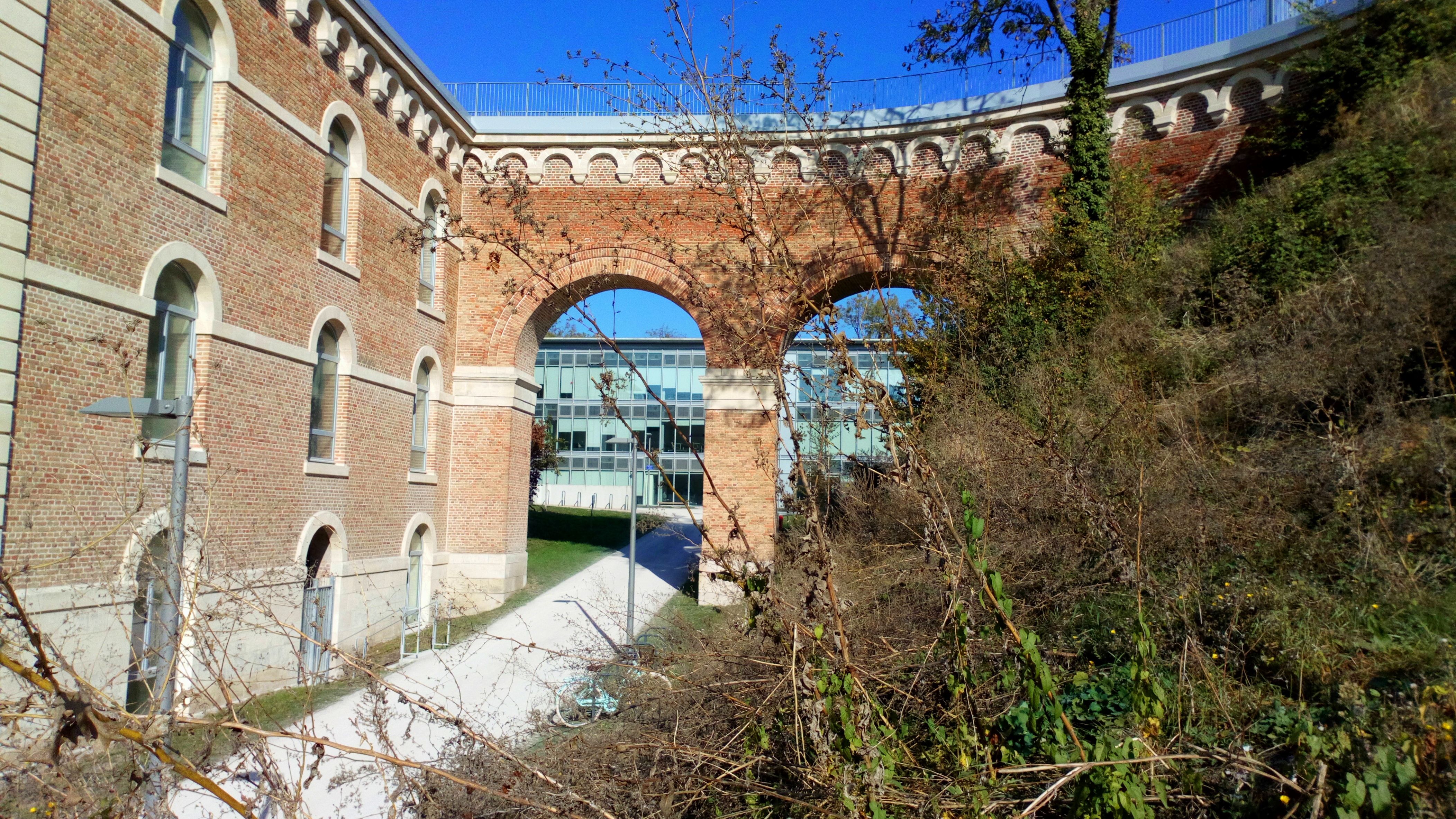
Ancien casernement et pont à canons
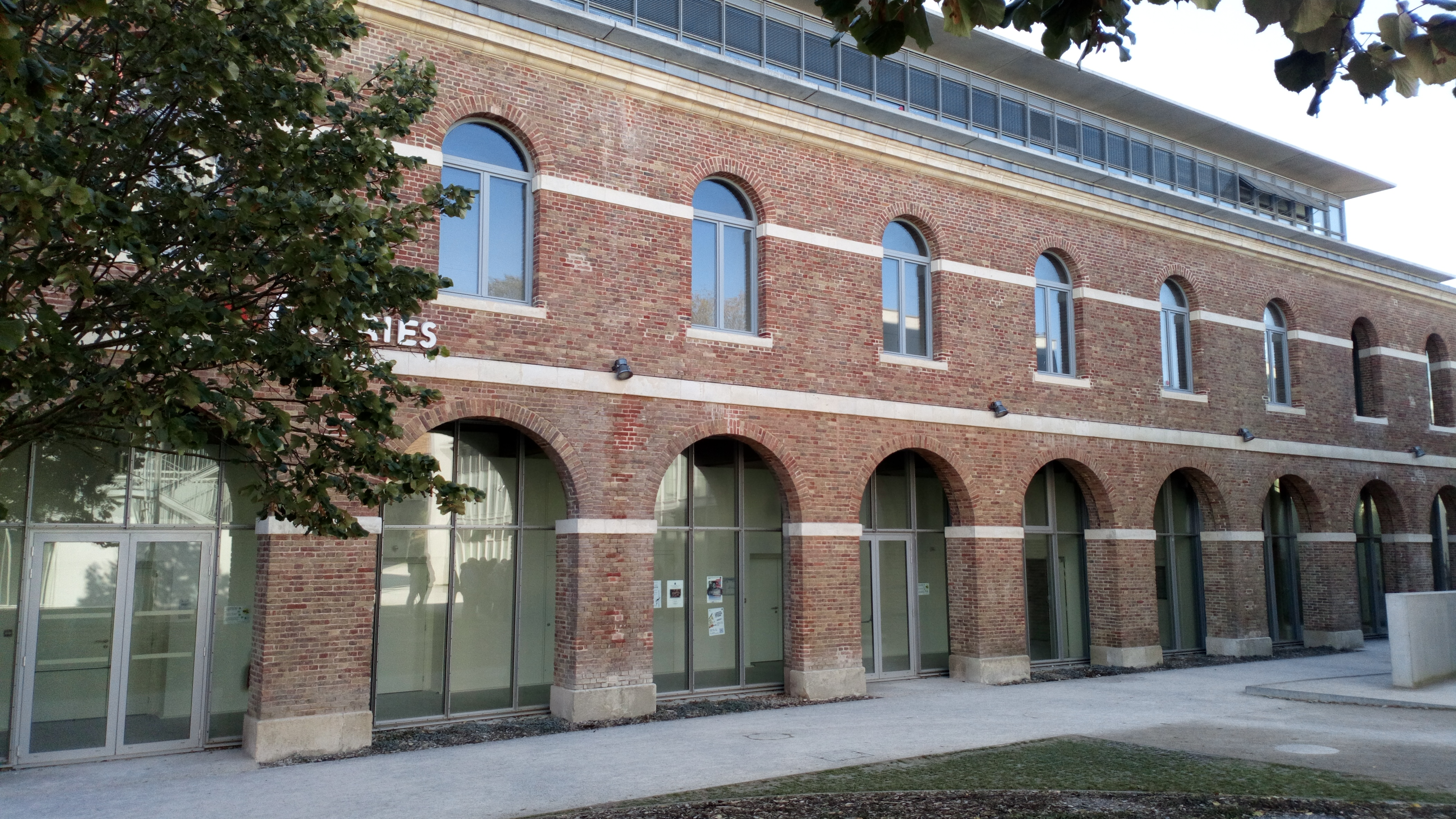
Anciennes écuries

### La porte Montrescu et le logis du gouverneur
La porte Montrescu, entrée principale de la citadelle aujourd'hui dont les bases remontent au XIVe siècle, est surmontée par le logis du gouverneur dont le corps principal se prolonge sur le flanc est. Le bâtiment fut construit en brique avec chaînage et encadrement des ouvertures en pierre au XVIIe siècle.

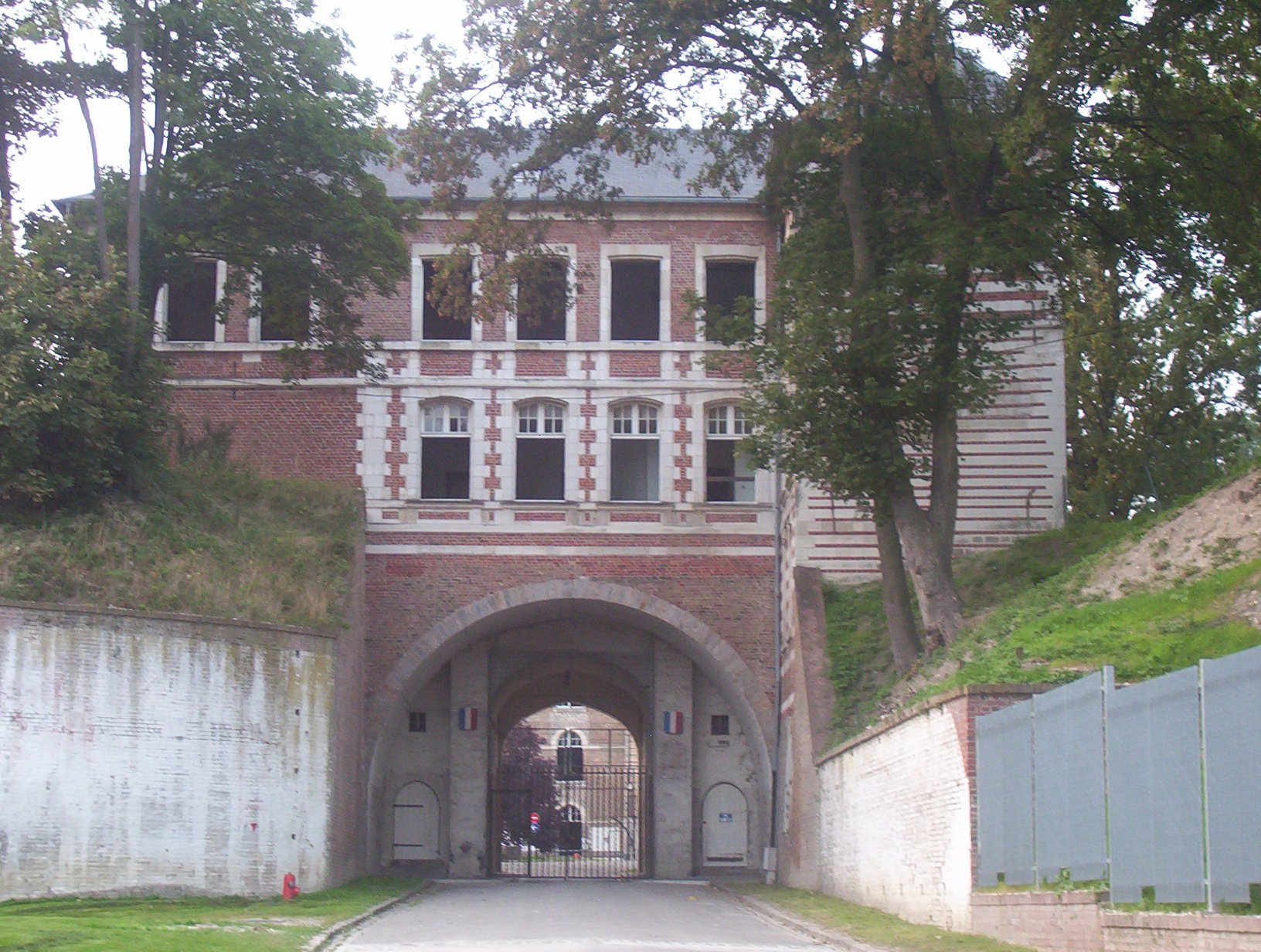
Porte Montrescu
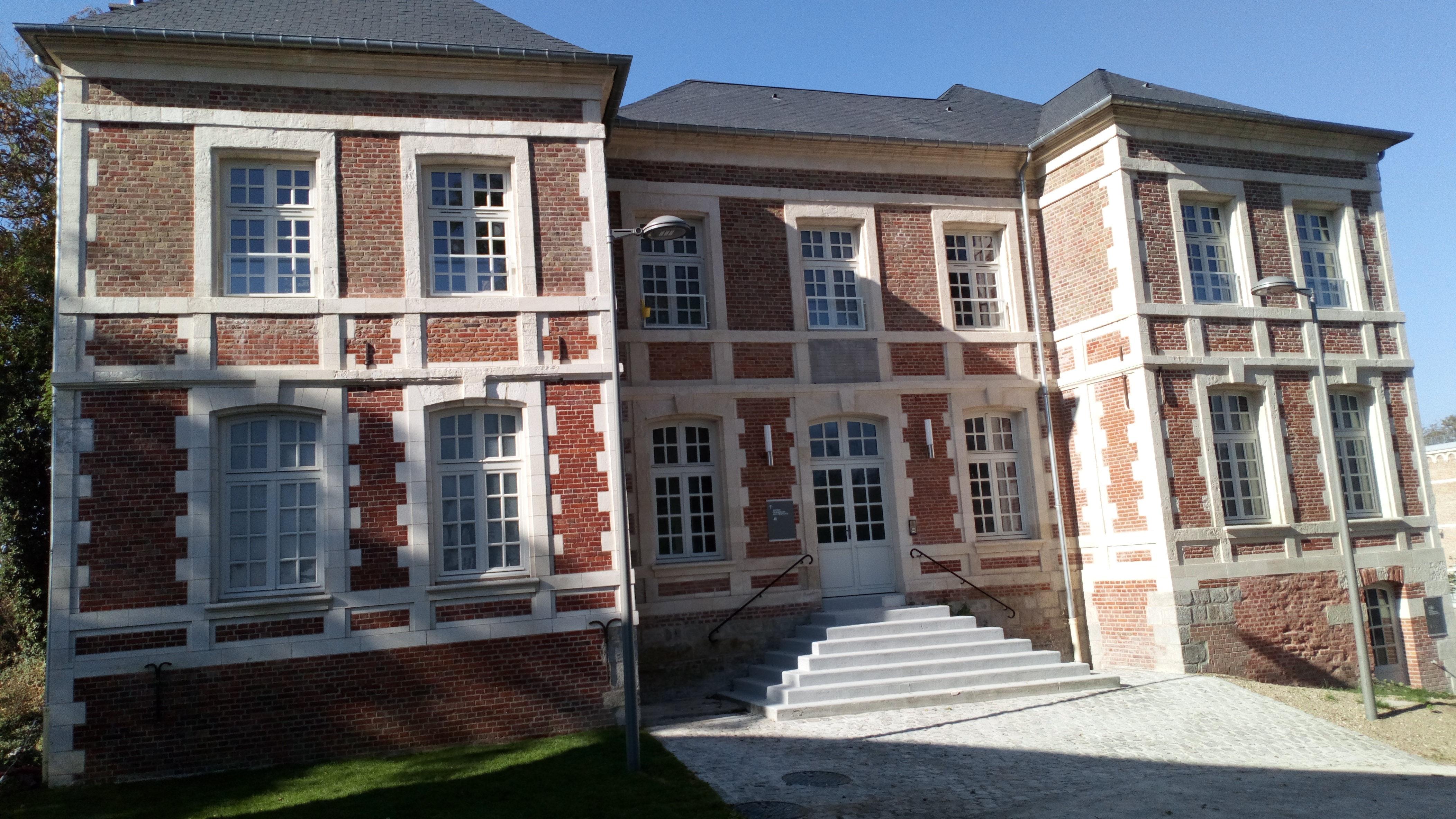
Logis du gouverneur

### Un monument mutilé
Actuellement, trois bastions (bastion de Chaulnes, bastion de Navarre et bastion de Béarn) sur les cinq originaux subsistent. Les deux bastions orientaux (bastion de Luynes et bastion de Saint-Pol) ont été mutilés en 1952 pour permettre la percée de l'avenue du Général de-Gaulle qui se prolonge jusqu'aux boulevards intérieurs reliant la route de Doullens aux routes de Rouen et de Paris.

## Protection du monument
La porte du ravelin « Montre-Ecu » ou porte François Ier fit l'objet d'un classement au titre des monuments historiques sur la liste de 1840 alors que les fortifications, la porte royale, la porte Montrescu, et le logis du gouverneur furent inscrits le 4 août 1978. L'ensemble des parties subsistantes du ravelin, comprenant notamment : les parties conservées en élévation, la porte dite de François Ier et la salle des gardes ou boulangerie contiguë, les maçonneries conservées sous un talus, ainsi que les maçonneries et la galerie de contre-mine souterraine s'étendant sous la porte de François Ier, sous la boulangerie et sous l'ancienne place d'armes de la citadelle sont classés monument historique par arrêté du 7 novembre 2016.

## Un espace naturel protégé

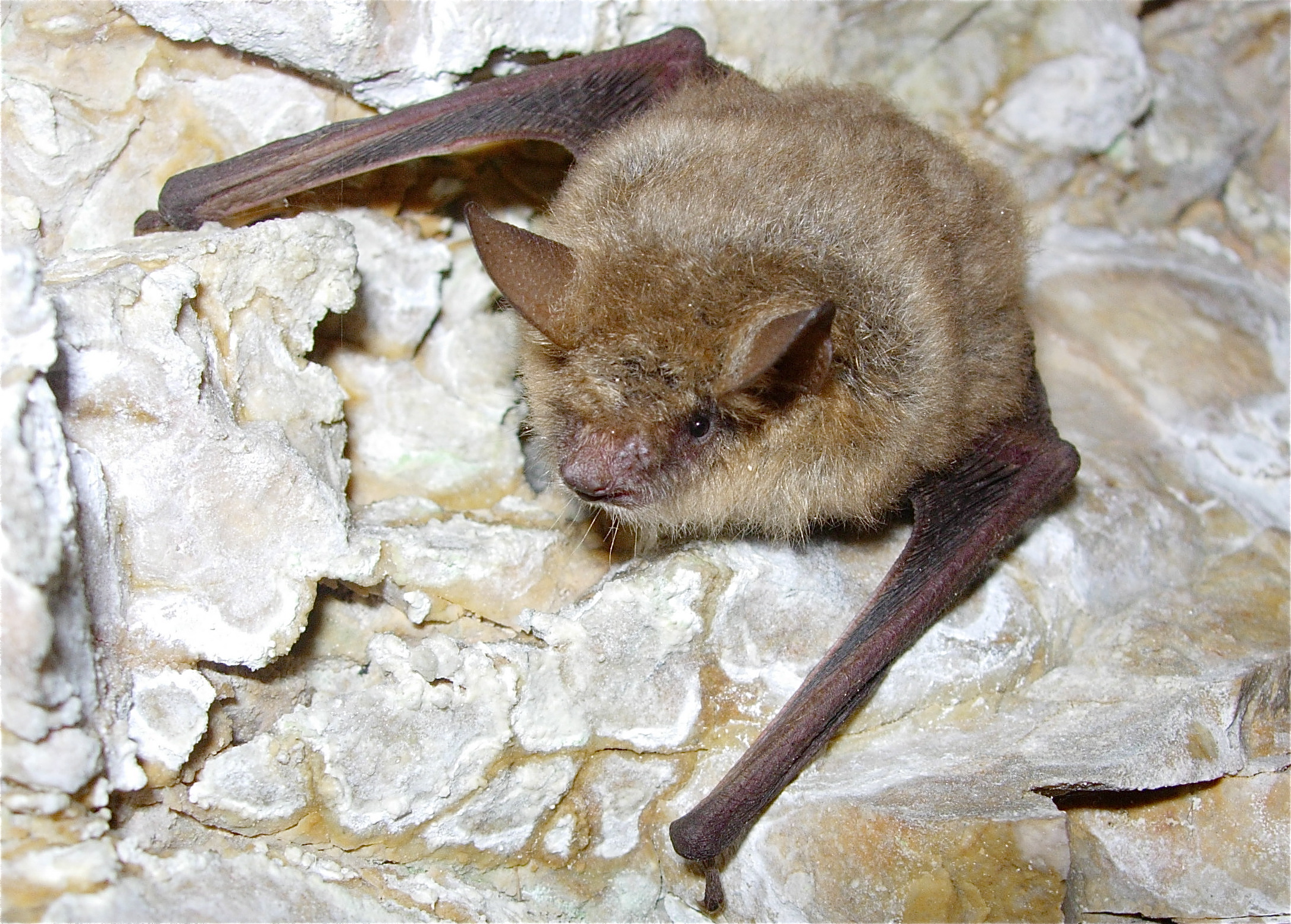
Murins à oreilles échancrées

Des parties souterraines de la citadelle forment une Zone naturelle d'intérêt écologique, faunistique et floristique : ZNIEFF continentale de type 1 (n° 220 030 013), d'une superficie de 4 500 m2 parce qu'elles abritent une colonie de 70 chiroptères en hibernation dans des galeries et des salles creusées pour l'exploitation de craie aujourd'hui abandonnée et dans certaines parties de caves voûtés en brique. L'espèce murins à oreilles échancrées est protégée sur le plan national et inscrite aux annexes II et IV de la Directive européenne « Habitats ». Les chauves-souris de la citadelle s'abritent dans les fissures et entre les briques disjointes.
L'association Picardie Nature et le Conservatoire d'espaces naturels de Picardie assure chaque hiver, depuis 2008, le suivi de la colonie de murins. Des accès protégés de toute intrusion humaine ont été aménagés.

## La citadelle aujourd'hui: aménagement du site et construction d'un pôle universitaire
Rachetée à l'armée en 1999 par la ville, la Citadelle offre un ensemble de 18 hectares aux portes du centre-ville.
Elle fit l'objet d'une rénovation sous la direction de Renzo Piano pour accueillir une partie de l'Université de Picardie Jules-Verne. Les 5000 étudiants du pôle « humanités » y ont pris quartier à la rentrée de septembre 2018.
Les longues murailles de la Citadelle sont également restaurées depuis l'an 2000 par les salariés du chantier d'insertion « La Citadelle », porté par la Ville d'Amiens.

### Calendrier du projet
- fin juin à mi-novembre 2012 : Travaux préparatoires de désamiantage et de démolition.
- fin mars 2013 à septembre 2013 : Travaux de terrassement
- mars 2013 à août 2017 : Travaux
- septembre 2018 : Fin des travaux et livraison du site. Installation des facultés de lettres, langues, histoire-géographie, de l'École supérieure du professorat et de l'éducation (ex-IUFM) mais aussi de l'administration, de la bibliothèque universitaire, ainsi que d'une cafétéria.

Parallèlement, les facultés de médecine et de pharmacie s'installent sur le campus au sud de la ville, à proximité du centre hospitalier.

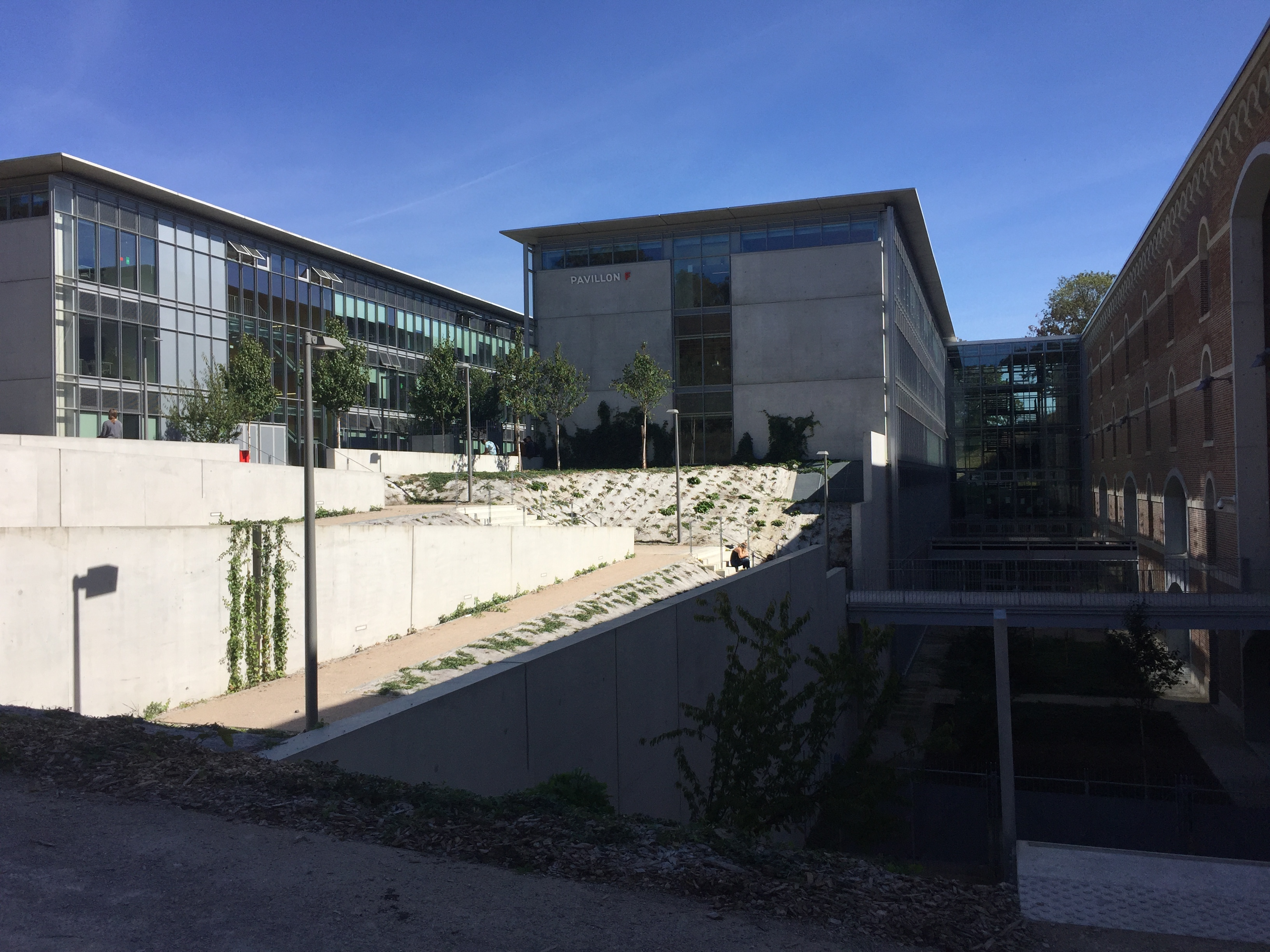
Bâtiments d'enseignement
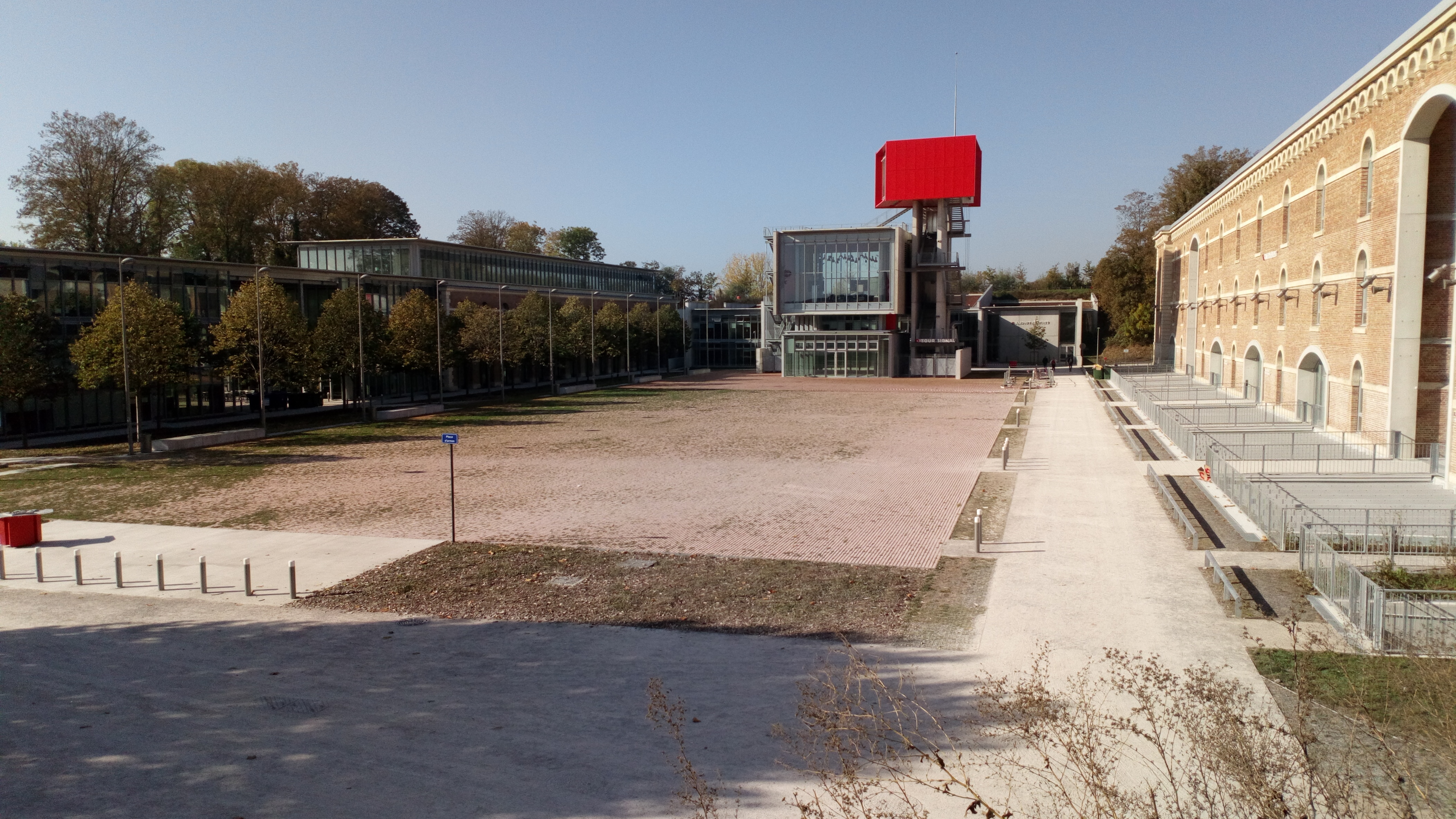
Place d'armes et tour signal

## Pour approfondir